# Geir Ramnefjell
Geir Flaaen Ramnefjell (sinh ngày 8 tháng 6 năm 1981) là một nhà báo người Na Uy, từng là biên tập viên mảng chính trị của tờ Dagbladet từ năm 2016. Trước đây, anh từng là biên tập viên mảng văn hóa của tờ báo từ năm 2011 đến năm 2016. Ramnefjell bắt đầu sự nghiệp của mình với tư cách là một nhà báo của tờ Romerikes Blad và bắt đầu làm việc cho Dagbladet từ năm 2005. Năm 2017, anh đã giành được Giải SKUP cho bài báo chỉ trích về các vấn đề tài chính của gia đình hoàng gia Na Uy. Anh là con trai của nhà báo và biên tập viên lâu năm của tờ Dagbladet Erling Ramnefjell.